# Полі Тімішоара
Спортивний клуб «Полі Тімішоара» (рум. Asociația Club Sportiv Poli Timișoara) — колишній румунський футбольний клуб із міста Тімішоара, заснований 2012 року. Виступав у Лізі I у сезонах 2013—2014, 2015—2016, 2016—2017 та 2017—2018. Перед сезоном 2021—2022 клуб було виключено з Ліги III та оголошено банкрутом у вересні 2021.
Домашні матчі приймав на стадіоні «Дан Пелтінішану», потужністю 32 972 глядачів. З 2018 року грав на стадіоні Електріка, що вміщує 5000 глядачів.

## Історія
Клуб заснований 2012 року як офіційний наступник футбольного клубу «Політехніка Тімішоара», утвореного 1921 року та ліквідованого у 2012 році. Власниками нового клубу стали муніципалітет Тімішоари, повітова рада Тіміша та Політехнічний університет Тімішоари, які взяли на себе його фінансування. Команда і тренерський штаб були сформовані на основі складу колишнього клубу. 
Вперше брав участь у Лізі I у сезоні 2013—2014, де посів 16 місце та понизився у класі.
Повернувся у найвищий дивізіон національного чемпіонату з сезону 2015—2016 років, де зайняв передостаннє 13 місце, однак не був понижений. У сезоні 2016—2017 зайняв 12 місце та брав участь у плейоф на вибування, де переміг УТА Арад. Наступного сезону, однак, посів 13 місце та вилетів у Лігу II. 
У сезоні 2018/19 зайняв 18 місце в Лізі II та відразу вилетів у Лігу III. Брав участь у Лізі III до виключення перед сезоном 2021—2022 та банкрутством у вересні 2021.

## Досягнення
- Кубок Румунії
  -  Володар (2): 1957–58, 1979–80